# 에브뢰가
에브뢰가(Casa de Évreux)는 프랑스의 귀족가로 카페 왕조의 분가 출신이며 1328년부터 1441년까지 나바라 왕국을 통치한 왕가이다. 
에브뢰가의 시조는 제1대 에브뢰 백작으로 임명된 루이 데브뢰였다. 루이 데브뢰는 카페 왕가의 왕 필리프 3세의 서자였다.
루이 데브뢰의 아들 필리프 데브뢰가 프랑스의 왕 루이 10세의 딸 잔 드 나바라와 결혼함으로써 나바라의 왕위 상속권을 획득했다. 이후 필리페 3세(재위 1328-1343), 카를로스 2세(재위 1349-1387), 카를로스 3세(재위 1387-1425), 수리아 1세(재위 1425-1441) 4대에 걸쳐 나바라 왕국을 통치하였다.

## 같이 보기
- 나바라 국왕